# 러시아 정교 고의식파 교회
러시아 정교 고의식파 교회(Russian Orthodox Old-Rite Church)는 17세기 후반 러시아 정교회 니콘 총대주교의 교회 개혁을 거부한 동방 정교회의 고의식파(古儀式派) 기독교 교회이다. 이 교회는 벨로크리니츠카야파에 속하는 두 개의 고의식파 교회 중 하나이며, 리포반 정교 고의식파 교회(Lipovan Orthodox Old-Rite Church)라고도 호칭된다.
18세기부터 1988년 공의회까지 이 교회의 공식 명칭은 그리스도 정교회(Old Orthodox Church of Christ)로 러시아 고 정교회(Russian Old-Orthodox Church)와는 다른 교회이다.
교회의 수장은 모스크바와 전 러시아의 대주교라는 칭호를 가지고 있다. 현임 수도대주교 코르닐리(Korniliy)는 2005년 10월 18일에 성 시노드에 의해 선출되었다. 

## 같이 보기
- 고의식파
- 러시아 정교회